# شهرستان ماتویفسکی
شهرستان ماتویفسکی (به لاتین: Matveyevsky District) یک شهرستان در روسیه است که در استان اورنبورگ واقع شده‌است.